# 야이즈시
야이즈시(일본어: 焼津市)는 일본 시즈오카현 중부에 있는 도시이다. 어항을 중심으로 발전하였고 원양 어업과 수산 가공업으로 유명하며 농업으로는 주로 녹차와 오렌지가 재배된다.

## 지리
시다평야(오이강의 선상지)의 북동쪽에 위치한다. 시즈오카시와의 경계에는 리아스식 해안이 형성되어 있다. 스루가만과 접하고 최근에는 심항의 건설로 옛 고카와항을 포함한 광역 어항인 야이즈항을 형성하고 있다.

## 역사
- 에도 시대에 야이즈는 다나카번 하의 어항이었다.
- 1889년 10월 1일 - 마시즈군 야이즈촌이 성립하였다.
- 1896년 4월 1일 - 마시즈군과 시다군이 합병해 새로운 시다군이 되었다.
- 1901년 6월 28일 - 야이즈촌은 야이즈정이 되었다.
- 1903년 - 야이즈 어업조합이 설립하였다.
- 1908년 - 철도 수송에 냉장 화차가 등장해 야이즈항 선어의 고속 수송이 본격화되었다.
- 1924년 - 야이즈항의 첫 강선이 진수되었다.
- 1926년 - 야이즈항의 가다랑어선이 급증하여 일정한 수를 정해 이후 5년 간은 증가를 중지하는 조치를 취하였다.
- 1941년 8월 - 어선의 징용으로 야이즈항의 원양 어선 대부분이 소멸하였다. 알려진 것만도 113척이나 이 중 무사 귀환한 것은 10여 척에 불과했다.
- 1951년 3월 1일 - 야이즈정이 야이즈시가 되었다.
- 1953년 11월 1일 - 도요타촌이 야이즈시에 편입되었다.
- 1955년 1월 1일 - 히가시마스즈촌, 오가와촌, 다이토미촌, 와다촌이 야이즈시에 편입되었다.
- 1957년 4월 1일 - 히로하타촌이 야이즈시와 후지에다시에 분할 합병되었다.
- 1968년 3월 - 야이즈항이 확장되었다.
- 2008년 11월 1일 - 시다군 오이가와정이 야이즈시에 편입되었다.

## 교통

### 철도
- 도카이 여객철도 도카이도 본선

### 도로
- 도메이 고속도로
- 국도 150호선

## 인구
| 연도 | 인구    | ±%     |
| ---- | ------- | ------ |
| 1960 | 88,703  | —      |
| 1970 | 99,549  | +12.2% |
| 1980 | 124,071 | +24.6% |
| 1990 | 134,208 | +8.2%  |
| 2000 | 141,452 | +5.4%  |
| 2010 | 143,229 | +1.3%  |

## 자매 도시
- 오스트레일리아 태즈메이니아주 호바트